# Architettura arabo-normanna

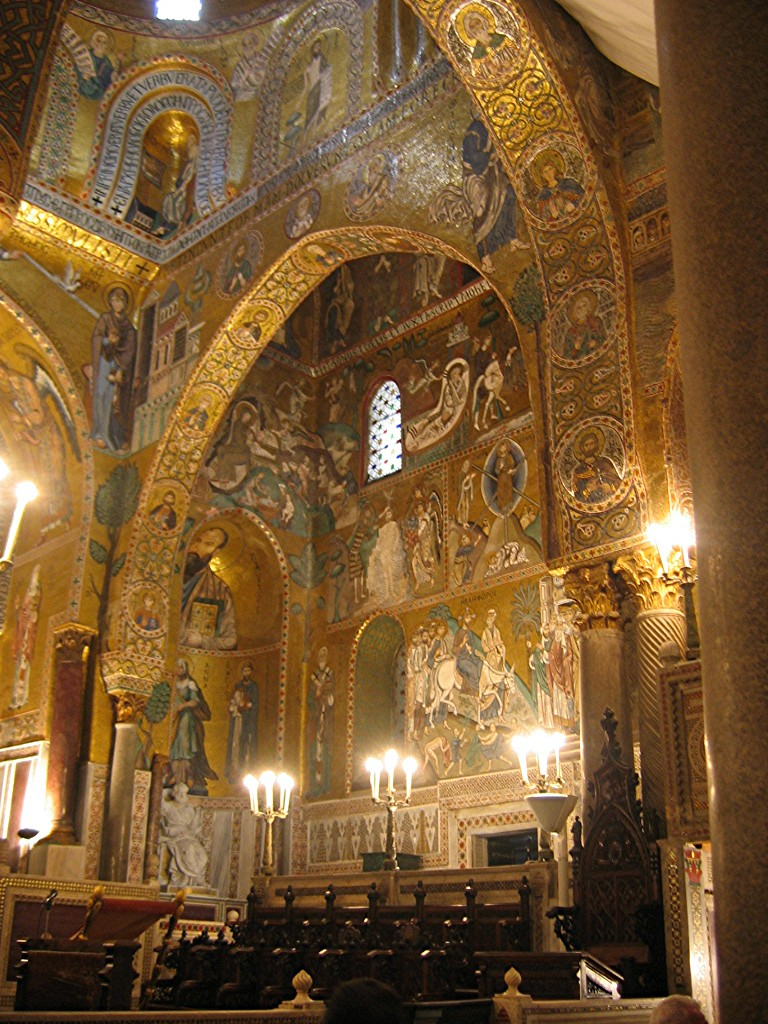
La Cappella Palatina, fatta costruire da Ruggero II di Sicilia, con porte normanne, archi arabi, cupola bizantina, e il tetto ornato con scritte arabe

L'architettura arabo-normanna è lo stile del costruire proprio dell'epoca normanna, che si diffuse principalmente in Sicilia e nell'Italia meridionale nel XII secolo.
L'aggettivo "arabo" deriva da alcuni elementi architettonici-decorativi riconducibili al mondo arabo-musulmano; mentre quello "normanno" dall'architettura, dalla cultura e stirpe reale dominante. L'apice dello stile si conosce specialmente ad un secolo quasi dalla conquista normanna della Sicilia, conclusasi nel 1091, quando i nuovi reali cercarono di creare un proprio stile architettonico che racchiudesse le varie culture presenti sull'isola.
Definizione "romantica" ottocentesca, vuol quindi sottolineare le caratteristiche culturali e artistiche vigenti nel periodo, le quali elaborarono una sintesi architettonica unica comprendente vari stili (romanico-gotico, bizantino, arabo, normanna). Durante il dominio normanno, in Sicilia e nell'Italia meridionale nei secoli XI e XII, queste tipologie d'arte sincretizzate diedero luogo ad una fioritura di edifici, capolavori della scuola architettonica arabo-normanna.

## Storia
L'apice di questa architettura è rappresentata dai monumenti edificati durante il regno di Ruggero II, del figlio Guglielmo I e del nipote Guglielmo II tra i secoli XI e XII.

## Influenze artistiche

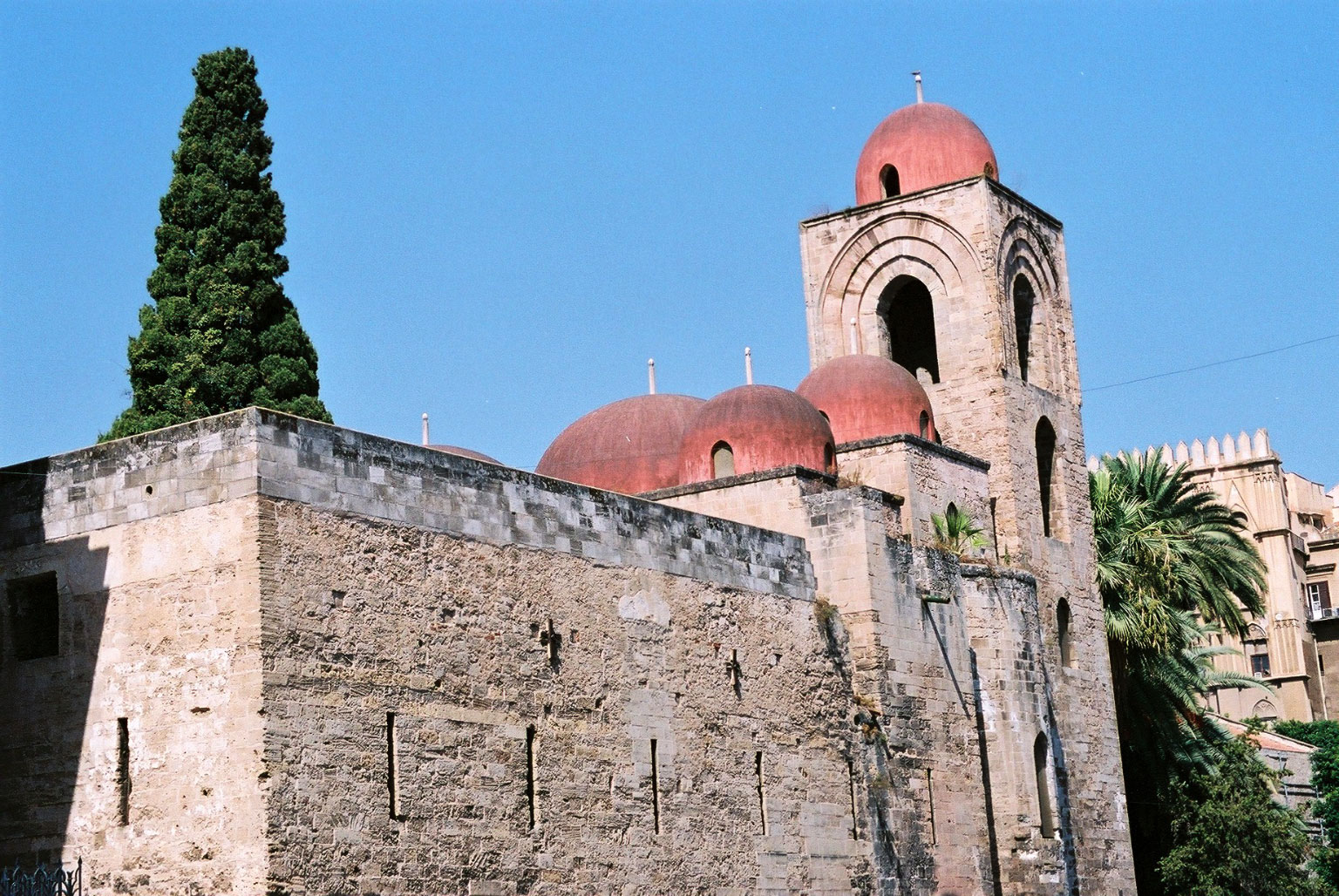
La Chiesa di San Giovanni degli Eremiti a Palermo

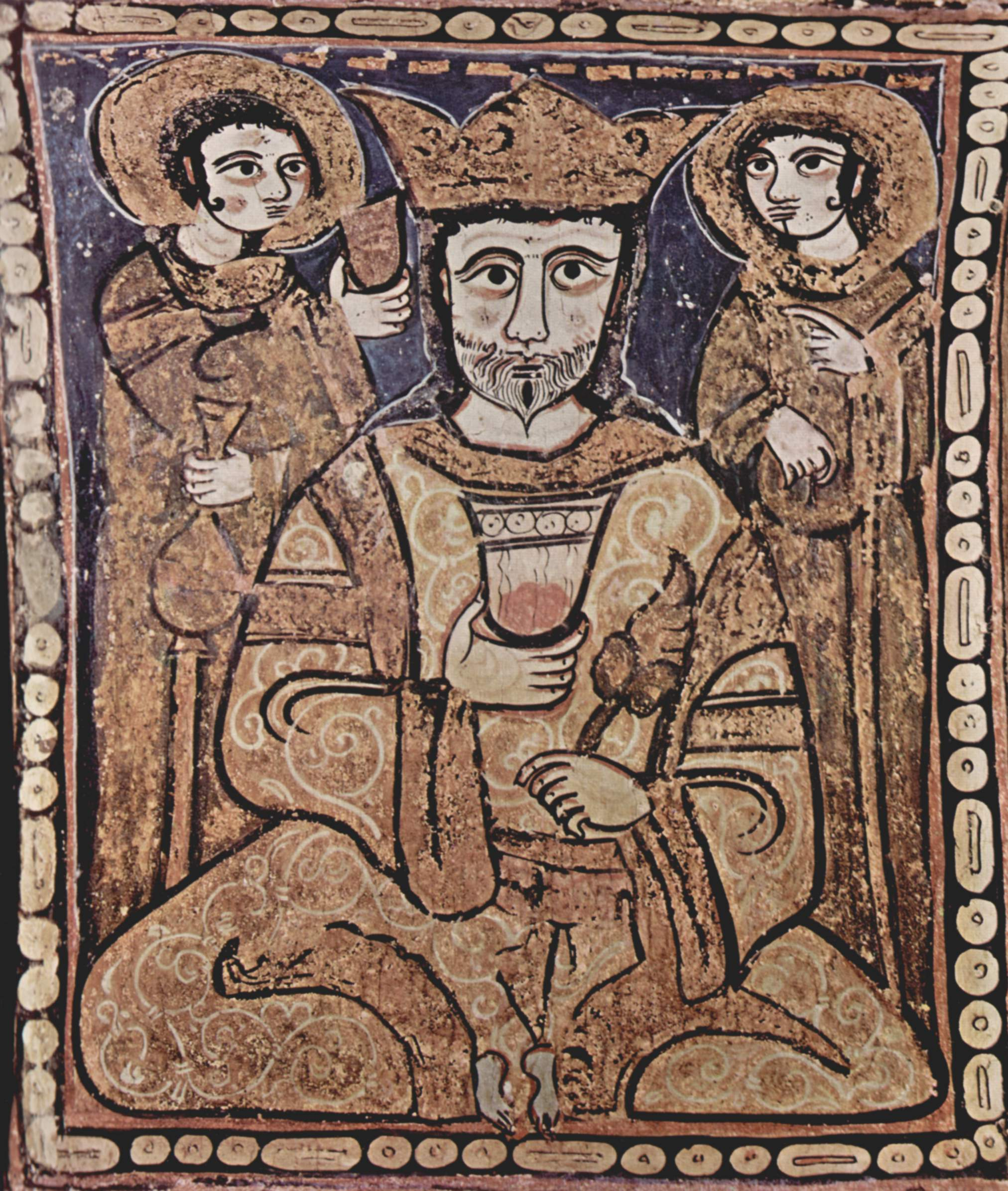
Ruggero II raffigurato in un soffitto a muqarnaṣ della Cappella palatina di Palermo

L'architettura siculo normanna non deriva da una mescolanza di stili ma da una originale elaborazione di temi derivanti dalle civiltà euro mediterranee medievali.

### Influenza bizantina
I primi edifici che seguono tipologie bizantine e siro-elleniche vengono eretti a partire dalla fine dell'XI secolo. Si nota l'influenza bizantina nella scelta della pianta centrata quadrata, nel cui interno è inserita una croce greca sormontata da una cupola centrale con volte a botte nei bracci della croce. Altri elementi distintivi dell'influenza bizantina anche nelle costruzioni romaniche, sono rappresentate dai mosaici che ricoprono gli interni degli edifici. Alcuni significativi dei primi esempi del genere si possono trovare nelle cosiddette cube risalenti a questo periodo, come la cappella palatina di Montalbano Elicona o l'eclettico esempio della cuba di Santa Domenica.

### Influenza musulmana
La probabile presenza di maestranze islamiche richiamati alla corte normanna di Sicilia introduce diversi stilemi arabi nella nuova nascente architettura in particolare palaziale. Tra gli elementi distintivi troviamo gli archi a sesto acuto ogivale (una tecniche costruttiva già presente nel Ifriqiya), l'uso congiunto di corpi cubici e cupole emisferiche, i chiostri arabeggianti, le cupolette con decorazioni a stalattiti (muqarnas), ed alveoli dipinti, capitelli fatimidi e cornici epigrafiche coronate da merlature artisticamente traforate. In Sicilia gli archi a sesto acuto sono ogivali e non acquistano mai la particolare forma a ferro di cavallo presente nel resto dei paesi islamizzati.

### Influenza romanica normanna

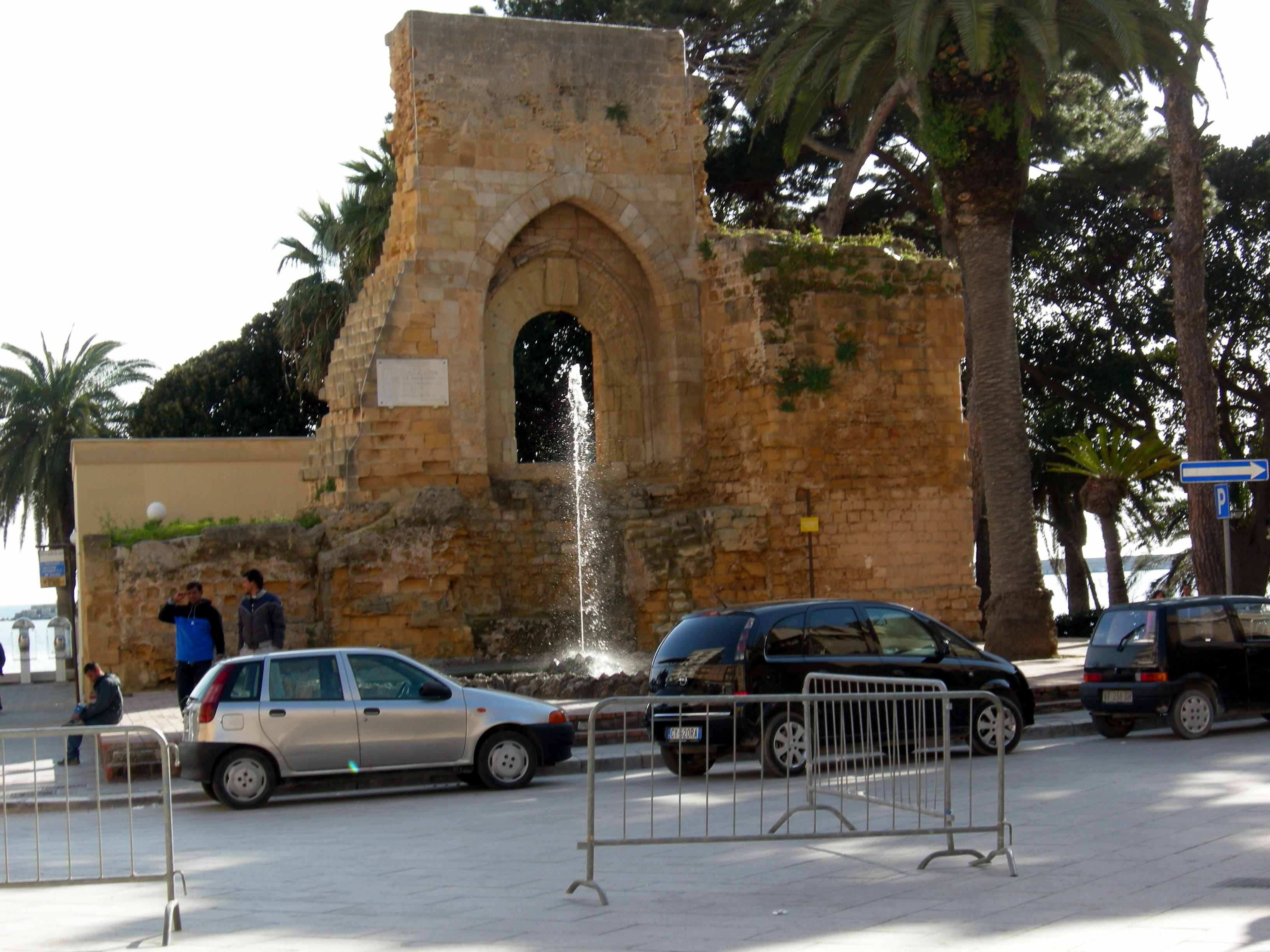
Tipico arco a sesto acuto normanno presente presso le mura civiche di Mazara del Vallo.

Dell'architettura romanica troviamo la pianta basilicale a croce latina (tre navate e transetto triabsidato), con prospetto serrato da massicce torri campanarie. Decorazioni geometriche e zoofitomorfe di derivazione normanna.

### Influenze siriache
Sono riscontrabili analogie tra l'architettura siriana di epoca bizantina e medievale e quella siciliana di epoca normanna per quanto riguarda i rapporti tra luce, orientamento solare e architettura. Esiste una prassi comune per il proporzionamento delle dimensioni dello spazio cultuale in base a determinate logiche celesti, collocando le più importanti pietre angolari secondo precisi orientamenti ai punti di levata di determinati giorni liturgici. Si tratta di giornate in cui si celebrano le principali ricorrenze delle tre figure componenti la Deesis: Cristo, san Giovanni Battista e la Vergine. Sono quindi ricorrenze cristologiche (Annunciazione, Natale, Presentazione al Tempio), ricorrenze giovannite (Annunciazione, Natività, Martirio) e ricorrenze mariane (Annunciazione, Presentazione al Tempio, Assunzione in cielo).
Affinità con la cultura siro-copta si colgono anche nell'iconografia musiva, ad esempio nella benedizione con "gesto siriaco": san Paolo nella Cappella Palatina a Palermo; altri personaggi nel duomo di Monreale (ad esempio san Pietro) e nel duomo di Cefalù. La benedizione con gesto siriaco è assente nell'iconografia occidentale mentre è comune nelle raffigurazioni in Cappadocia, a Cipro e in Egitto. Nei mosaici siculo-bizantini esistono anche esempi di benedizione alla greca (pollice, anulare e mignolo uniti; indice e medio verso l'alto) e alla latina (pollice, indice e medio verso l'alto; anulare e mignolo verso il basso).

## Esempi di architettura arabo-normanna
I principali esempi di questa architettura si trovano, tuttavia, in Sicilia: Mazara del Vallo, cattedrale del Santissimo Salvatore consacrata nel 1093 e di cui rimangono solo transetto ed abside che già anticipano il gusto normanno più tardo, e a Catania con la cattedrale di Sant'Agata, conclusa nel 1091 ed inaugurata tre anni più tardi, primo esempio tri-absidato. In quest'ultima, sebbene si presenti massiccia e fortificata, sono già in chiaro gli elementi architettonici tipici dei grandi cantieri ecclesiastici del secolo successivo: la progressione di archi normanni (altissime lesene a rilievo sulla parete culminate da archi a sesto acuto) ricoprente il corpo absidale; il profondo catino absidale; le colonne poste su due ordini. Un altro esempio quasi coevo è la cattedrale di Messina, inaugurata nel 1097, cui però rimane una anastilosi dovuta ai numerosi rifacimenti a seguito di catastrofici terremoti. In questo tempio tuttavia si possono riconoscere quali originali il profondo catino absidale e il doppio ordine delle colonne. Tuttavia è in Sicilia occidentale che esiste la maggiore concentrazione dei grandi edifici di questo stile unico e particolare. Nella provincia di Palermo ed in particolare tra i comuni di Palermo, Monreale e Cefalù, come anche a Mazara del Vallo. Di seguito un elenco dei principali esempi in Sicilia della cosiddetta architettura arabo-normanna.
- Palermo:
  - Cattedrale
  - la Chiesa di San Giovanni degli Eremiti (1142-1148)
  - la Chiesa di San Cataldo (1154)
  - la Chiesa della Martorana ("Santa Maria dell'Ammiraglio", del 1143)
  - la Cappella Palatina (1130-1140) nel Palazzo dei Normanni
  - la residenza di Maredolce
  - La Zisa
  - la Cuba
  - la Cubula (o Piccola Cuba)
  - l'Uscibene

- Cefalù:
  - il Duomo (1131 - 1267)
- A Monreale:
  - il Duomo (iniziato nel 1174)
- Mazara del Vallo:
  - Chiesa di San Nicolò Regale
  - Chiesa della Madonna delle Giummare
  - Arco Normanno
- Castelvetrano:
  - Chiesa della Santissima Trinità di Delia

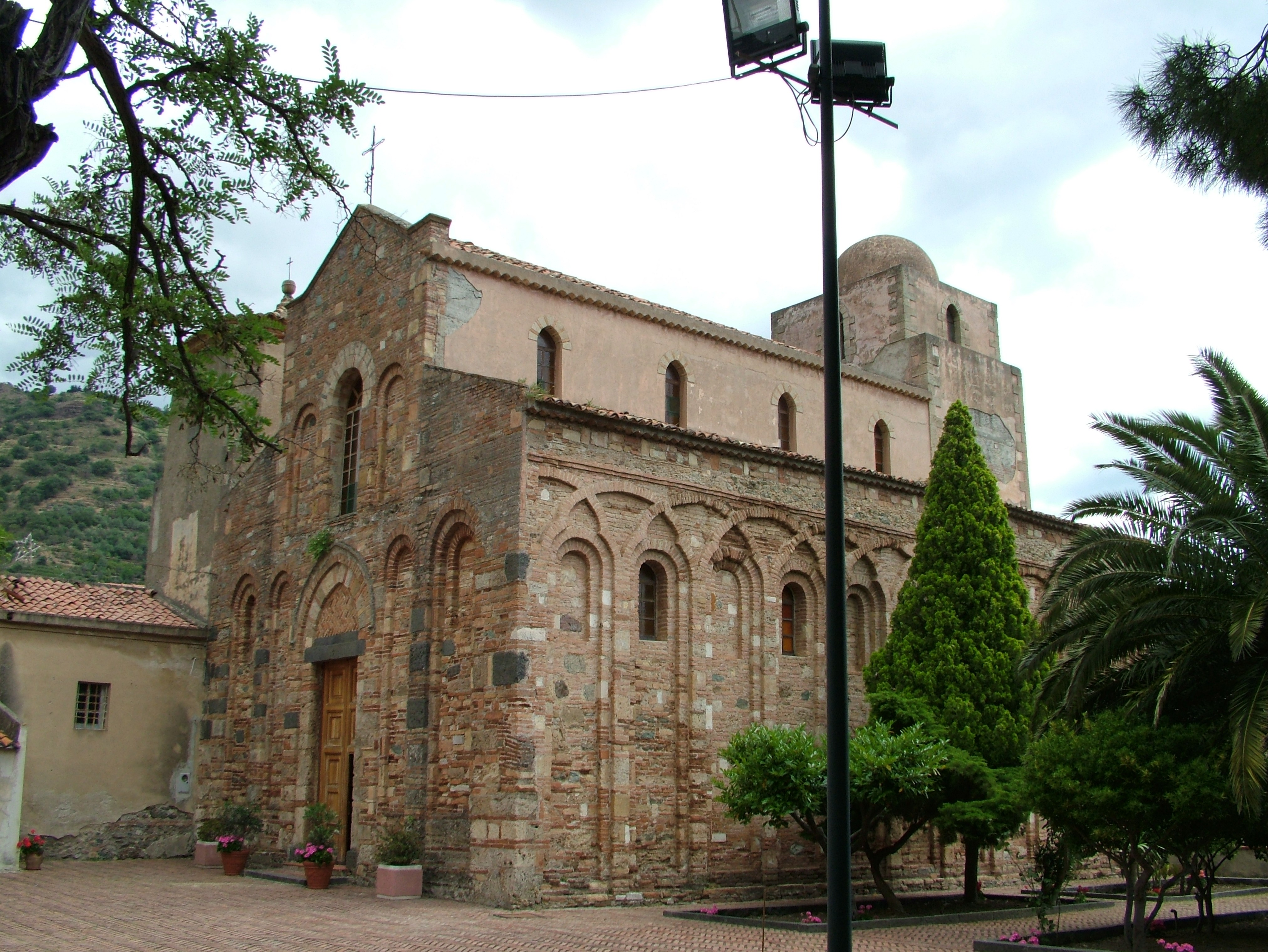
Chiesa dei Santi Pietro e Paolo di Itala

- Chiese di probabile rito greco in provincia di Messina e di Catania, certamente influenzate dallo stile:
  - Chiesa dei Santi Pietro e Paolo d'Agrò (edificio presente iniziato nel 1117) presso Casalvecchio Siculo
  - Chiesa dei Santi Pietro e Paolo a Itala (nella frazione "Croce", costruita a partire dal 1093)[6]
  - Cappella palatina di Montalbano Elicona
  - Cuba di Santa Domenica presso Castiglione di Sicilia
- Enna:
  - Castello di Lombardia
- A Sciacca:
  - Chiesa di San Nicolò la Latina (Fondata tra il 1100 e il 1136)[7]
- A Catania:
  - Cattedrale di Sant'Agata, del cui edificio originario rimane prevalentemente l'area presbiterale (transetto e absidi)
  - la cappella di Santa Barbara, eretta su una sauna romana, di cui oggi non resta che un solo arco della fase normanna
- A Messina:
  - Chiesa della Santissima Annunziata dei Catalani
- A Casalvecchio Siculo
  - Chiesa dei Santi Pietro e Paolo d'Agrò
- A Savoca
  - Chiesa di Santa Maria in Cielo Assunta

## Altri edifici di incerta datazione
- Duomo di Sciacca
- Cattedrale di San Gerlando ad Agrigento
- Basilica cattedrale di Maria Santissima Assunta di Caltabellotta
- Duomo di Naro
- Chiesa di Santa Caterina a Naro
- Chiesa Madre di Troina
- Chiesa di Sant'Andrea di Piazza Armerina

## Patrimonio dell'umanità

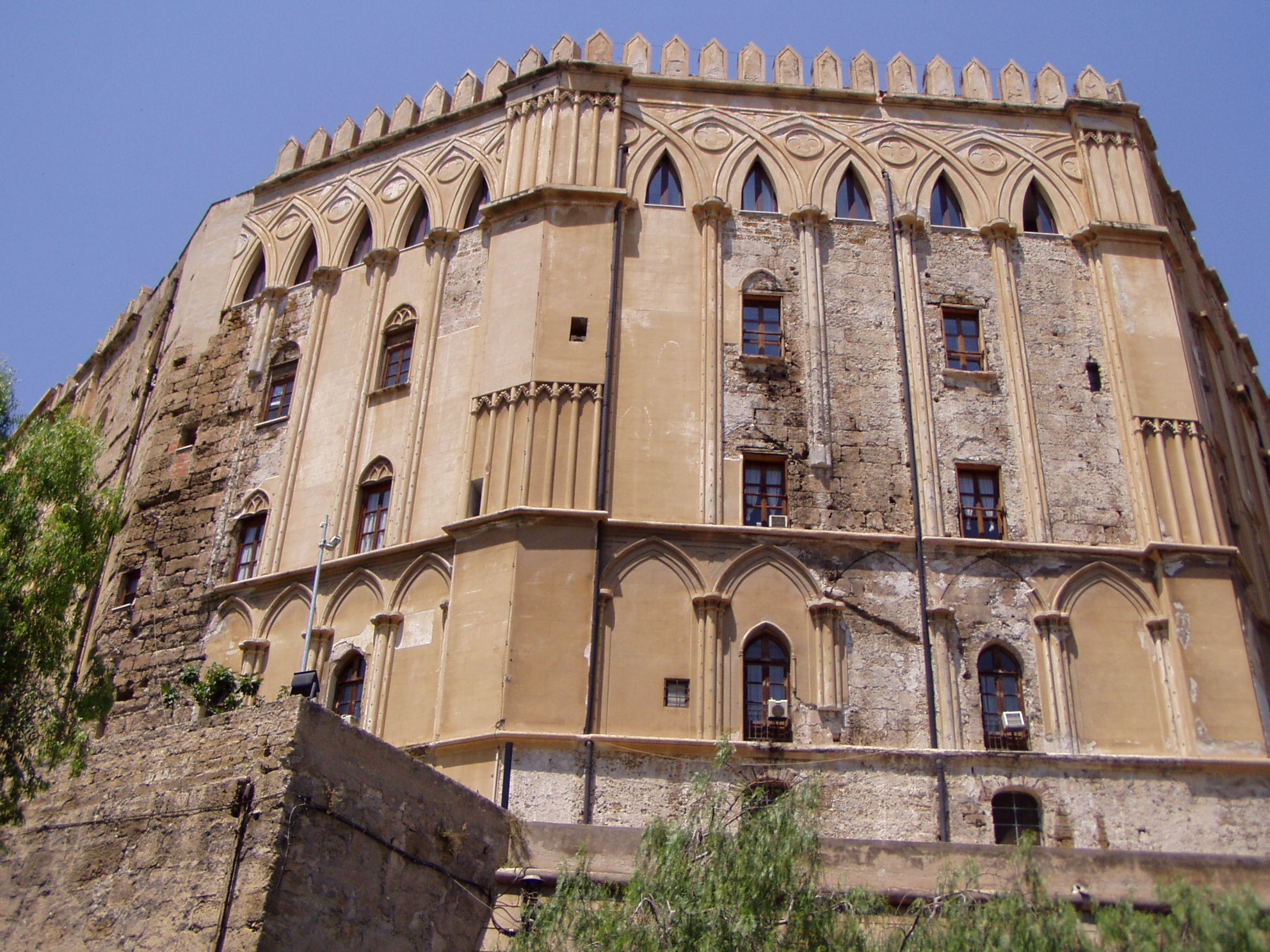
Il Palazzo dei Normanni a Palermo

Dal 3 luglio 2015 l'UNESCO ha selezionato nove edifici arabo-normanni, di cui sette all'interno della città di Palermo in ottimo stato di conservazione e li ha inseriti nella lista dei beni patrimonio dell'umanità: il Palazzo Reale con la Cappella Palatina, la Cattedrale di Palermo, San Giovanni degli Eremiti, la Chiesa della Martorana, la Chiesa di San Cataldo, il palazzo della Zisa e il Ponte dell'Ammiraglio, oltre al duomo di Cefalù e al Duomo di Monreale.